# Winterblut
Winterblut ist eine deutsche Black-Metal-Band.

## Geschichte
Die Band Winterblut ist das Soloprojekt des „bayrischen Underground-Protagonisten“ L’Hiver, der sie 1994 ins Leben rief. Neben Winterblut war er auch als Produzent aktiv und hat u. a. für Gruppen wie Nargaroth und Nyktalgia gearbeitet.
Das Debütalbum Der 6. Danach erschien 1999 bei Darker Than Black Records, der Nachfolger Leichenstandard sowie das Livealbum Der 6. Danach (Live) im Selbstverlag. Für das Grund: Gelenkkunst zeichnete Noble Wolves Records verantwortlich und für Das Aas aller Dinge End All Life Productions. Es folgten zwei weitere Tonträger, die bei zwei unterschiedlichen Labels eine Heimat fanden, bevor Winterblut für zwei Alben sowie zwei Wiederveröffentlichungen bei Nuclear War Now! Productions unterzeichnete.
Die bis dato letzten beiden Studioalben, Seid furchtbar und zerstöret euch! und Monotot, erschienen 2018 beziehungsweise 2020 beim Label Nihilistische KlangKunst.

## Stil
Winterblut orientierte sich anfangs stark an Burzum. Darker Than Black Records bewarb Promo 1998 als „[f]instere[n], rasende[n], hymnenhafte[n] Black Metal direkt vom Aldebaran, der die Konkurrenz in einem kosmischen Feuersturm vernichtet“. Eine Rezension des Debüts von 2003 erwähnt den Einfluss früher norwegischer Bands (wie Satyricon mit Dark Medieval Times) als auch substanzielle Unterschiede: Die Szenerie suggeriere die deutsche Romantik, Sturm und Drang sowie Europa zwischen den Weltkriegen. Die frühen Aufnahmen wurden auch mit Darkthrone verglichen.
Grund: Gelenkkunst erinnerte laut Aquarius Records jedoch weniger an Darkthrone als an Voivod oder SST-Bands anno 1987. Stilistische Vorläufer seien auch Enslaved und Ved Buens Ende. Auch Vergleiche zur Band Gore und zum Math-Rock wurden Vergleiche gezogen. Bei The Metal Observer wurde die Musik als „für eine Black Metal-Band etwas seltsam“ beschrieben: „Es gibt keine Blastbeats, die Musik geht selten über mittelschnell hinaus und der Sound ist im Prinzip sogar relativ leicht, eher zu einem Rock-Album passend denn einem Black Metal-Album. Es ist langsam, aber zumeist ohne die Heaviness. Es gibt sogar ein paar progressive Einflüsse, die Rhythmuswechsel hier und da und vor allem spielt die Gitarre ein paar sehr schöne Riffs, die manchmal auf einem Progressive Metal-Album nicht wirklich deplaziert wären.“ An Black Metal erinnerten nur der Schrei- und Kreischgesang und die schlechte Produktion.
Aus Björn Backes’ Sicht blieb das Projekt im Stil Burzums verhaftet und dabei „unbeweglich und starr“. Bei Hateful Metal hingegen waren die zum Zeitpunkt der Veröffentlichung von Grund: Gelenkkunst sieben Jahre ihres Bestehens „kein Zeugnis von Kontinuität wenn man den Stil der Band betrachtet“. Laut Daniel Müller vom Crossfire Metal Webzine wurde der Stil „mit den Jahren immer getragener und experimenteller“, Seid furchtbar und zerstöret euch! erinnere ihn auch an Bands wie Ved Buens Ende, Fleurety oder In the Woods…. Die Gitarren sind „langsam gespielt“ sind und das Schlagzeug „kaum vorhanden“. Backes wie auch Müller charakterisieren das Album als stark monoton und zunehmend anstrengend.
Eine von Darker Than Black Records zitierte Rezension bei The Metal Archives ordnet Winterblut dem NSBM zu. L’Hiver hingegen betonte, dass Winterblut niemals NSBM gewesen sei. Winterblut sei völlig unpolitisch und setze Freundschaft und persönlichen Kontakt über politische Ansichten, Christen ausgenommen.

## Diskografie

### Demos
- 1995: Asche Gottes (Zweitveröffentlichung via Perverted Taste)
- 1996: Im Lande des Mitternachtsberges (Werke S)
- 1998: Präludium in A Moll
- 1998: Promo 1998
- 2000: Promo 2000
- 2004: Das Aas
- 2004: Rehearsel 2004
- 2005: Sensenklänge
- 2014: Kein Herz und keine Seele

### Studioalben
- 1999: Der 6. Danach (Darker Than Black Records, Wiederveröffentlichung 2006 via Wulfrune Worxxx)
- 2000: Leichenstandard (Selbstverlag, Wiederveröffentlichung 2011 via Nuclear War Now! Productions)
- 2003: Grund: Gelenkkunst (Noble Wolves Records)
- 2007: Das Aas aller Dinge (End All Life Productions)
- 2007: Teufelseintreibung (Pale Dominion)
- 2010: Von den Pflichten, Schönes zu vernichten (Grom Records (CD), Strigoi Records (Kassette), Nuclear War Now! Productions (Wiederveröffentlichung 2011))
- 2011: Der 6. Danach, Opus I: Leidenswege (Nuclear War Now! Productions)
- 2012: Der 6. Danach, Opus II: Geistermusik & Opus III: Orgelmusik (Nuclear War Now! Productions)
- 2018: Seid furchtbar und zerstöret euch! (Nihilistische KlangKunst)
- 2020: Monotot (Nihilistische KlangKunst)

### Live-Alben
- 2002: Der 6. Danach (Live) (Selbstverlag)
- 2015: Live at UTBS 2011 (Selbstverlag)

### Sonstige
- 2005: The Pest Of… (Kompilation, War Against Yourself)
- 2009: Eine schlechte Tat (EP, Raging Bloodlust Records)